# Zece Hotare
Zece Hotare – wieś w Rumunii, w okręgu Bihor, w gminie Șuncuiuș. W 2011 roku liczyła 361 mieszkańców.